# Незаможник (эсминец)
«Занте», с января 1919 года «Киев», с 12 июня 1923 года «Незаможный», с 29 апреля 1926 года «Незаможник» (укр. незаможник — не богач, то есть бедняк) — эскадренный миноносец типа «Фидониси», принадлежавший к числу эскадренных миноносцев типа «Новик». Носил тактические номера 22 и 17. Участник Великой Отечественной войны.

## История

### История строительства
Зачислен в список судов Черноморского флота 2 июля 1915 года. Заложен на стапеле завода Руссуд в Николаеве в мае 1916 года, спущен на воду 21 марта 1917 года, получил название в честь греческого острова Занте. 17 марта 1918 года корабль в недостроенном состоянии (готовность по корпусу составляла 70 %, а по механизмам — 85 %)был захвачен германскими войсками, позднее переходил под контроль УНР, Красной Армии и ВСЮР, но в этот период не достраивался. В январе 1920 года, при приближении РККА к Николаеву корабль был уведён белыми при помощи буксира в Одессу, где через месяц во время шторма был выброшен на камни у Большого Фонтана. В притопленном состоянии оставался до сентября этого же года, когда был поднят и отбусирован обратно в Николаев.

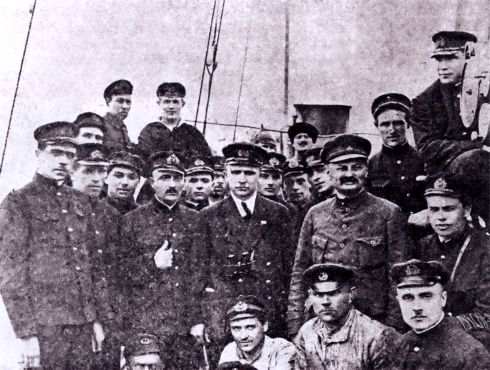
Троцкий Л. Д. среди комсостава и матросов эскадренного миноносца «Незаможник», Сухуми, апрель 1924

23 декабря Главное морское техническое управление заключило с главметаллом ВСНХ договор на достройку эсминца на судостроительном заводе имени А. Марти. 13 сентября 1923 года «Занте», переименованный к тому времени в «Незаможный», был предъявлен к заводским испытаниям. Ещё через 10 дней корабль вышел в Севастополь и во время пути провёл 6-часовое испытание механизмов на экономическом ходу. Испытания были завершены к 14 октября, когда эсминец вернулся на завод в Николаев. После разборки и чистки механизмов и котлов «Незаможнего» 20 октября был подписан акт приёмки корабля советским флотом. 7 ноября 1923 года на корабле был поднят советский военно-морской флаг, после чего «Незаможный» был зачислен в состав Морских сил Чёрного моря.

### История службы
В сентябре-октябре 1925 года эсминец «Незаможный» нанёс визит в Стамбул (Турция) и Неаполь (Италия). 29 апреля 1926 года корабль получил новое название — «Незаможник». В 1928—1929 годах эскадренный миноносец прошёл капитальный ремонт. В период с 4 по 8 сентября 1929 года совершил визит в Неаполь, с 3 по 14 октября этого же года посетил с визитами порты Стамбул, Пирей и Мессину. 3 апреля 1930 года эсминцем была оказана помощь ПЛ «Шахтёр» (бывшая АГ-23), столкнувшейся с пароходом «Эльбрус». В 1935—1936 годах корабль прошёл 2-й капитальный ремонт, в ходе которого было усилено зенитное вооружение эсминца.
К началу Великой Отечественной войны эскадренный миноносец входил в состав 1-го дивизиона эсминцев эскадры ЧФ. До 15 июля 1941 года «Незаможник» находился в ремонте. В составе отряда кораблей огневой поддержки «Незаможник» с 6 августа участвовал в обороне Одессы; с начала ноября — в обороне Севастополя. В середине декабря эсминец был передислоцирован в Новороссийск.
21 декабря 1941 года отряд боевых кораблей во главе с командующим флотом вице-адмиралом Ф. С. Октябрьским в составе крейсера «Красный Кавказ», шедшего под флагом командующего , крейсера «Красный Крым», лидера «Харьков», эсминца «Бодрый» и эсминца «Незаможник» (командир — капитан III ранга П. А. Бобровников), имея на борту кораблей 79-ю отдельную стрелковую бригаду и батальон 9-й бригады морской пехоты, подошел к Севастополю. Из-за плохой видимости отряд не смог обнаружить встречающий тральщик, и командующий флотом дал телеграмму: «Будем заходить фарватером № 2». В 13 часов отряд под огнем противника прорвался в Северную бухту. 79-я бригада была сразу высажена в глубине Северной бухты, в районе Сухарной балки.
28 — 29 декабря участвовал в высадке десанта в Феодосию в ходе Керченско-Феодосийской операции, где его экипаж проявил большие мужество — «Незаможник» под шквальным артиллерийско-миномётным огнём вторым из кораблей высадки (первым шёл эсминец «Шаумян») вошёл в акваторию порта и, ведя непрерывный огонь по немецким огневым точкам на берегу, высадил на причалы весь имевшийся на борту десант (289 бойцов при 1 орудии).
С 1 января по 13 марта 1942 года ремонтировался в Поти. С 3 по 4 февраля 1942 года принимал участие в отряде поддержки десанта в Евпатории.
13 апреля 1942 в 04.00 транспорт «А. Серов» в охранении эскадренных миноносцев «Бойкий», «Незаможник», базовых тральщиков Т-408 «Якорь», «Гарпун» и двух сторожевых катеров прибыл в Севастополь. У подходной точки военного фарватера N 3 транспорт встретили базовые тральщики N 25 (Т-410 «Взрыв») и N 27 (Т-413) из Севастополя.
После захвата Севастополя немецкими войсками до мая 1943 года «Незаможник» принимал участие в обороне кавказского побережья. 14 октября и 20 декабря 1942 года совместно с СКР «Шквал» провёл две набеговые операции по обстрелу порта Феодосия; в первом случае экипажи наблюдали 3 пожара в порту, а немцы подтвердили попадание в постройку в военной части порта, во второй походе в гавани был уничтожен портовый буксир. Отряд был безуспешно атакован немецкими торпедными катерами. 
4 февраля 1943 года участвовал в высадке десанта в районе Станичка-Южная Озерейка. С 1 марта, вплоть до окончания военных действий на Чёрном море, находился в текущем ремонте и участия в войне не принимал. 5 ноября 1944 года в составе эскадры Черноморского флота вернулся в Севастополь.
За время войны «Незаможник» прошёл 45 856 морских миль за 3779 ходовых часов, выполнил 120 боевых заданий, отразил 60 атак немецкой авиации, сбил 3 самолёта Люфтваффе, подавил и уничтожил 5 полевых, 2 береговые и 4 миномётные батареи противника, а также потопили фашистский танкер.
За заслуги перед Родиной Указом Президиума Верховного Совета от 8 июля 1945 года эскадренный миноносец «Незаможник» был награждён Орденом Красного Знамени.
12 января 1949 года «Незаможник» был разоружён и переоборудован в корабль-цель, в качестве которого в начале 1950-х годов и был потоплен у берегов Крыма.
Личные вещи и фотографии некоторых членов экипажа, принимавших участие в Великой Отечественной войне, находятся в краеведческои музее г. Феодосия. Модель корабля и рулевое колесо (штурвал) экспонируется в Центральном Военно-Морском музее (г. С-Петербург).

### Вооружение

#### Вооружение при вступлении в строй
- Главный калибр: Четыре 102/60-мм орудий разработки Обуховского завода с дальностью стрельбы 72 кбл[1]
- Зенитное вооружение: 1 76,2-мм зенитная пушка Лендера, 1 37-мм пушка системы Максима, 4 зенитных 7,62-мм пулемёта М-1[1];
- Минно-торпедное вооружение было представлено 4 трёхтрубными надводными 457-мм торпедными аппаратами образца 1913 года (боезапас 12 торпед, в том числе 2 запасные). корабль мог нести до 80 мин заграждения[1]
- Приборы управления стрельбой: ПУС артиллерии Гейслера образца 1911 года, ПУС торпед Эриксона, М-1.
- Оптические средства наблюдения и связи: 1 дальномер «Барра и Струда»[11], 2 60-см прожектора МПЭ-э6,0.
- Принадлежности: 1 командирский катер, 1 рабочий моторный катер, 1 5-вёсельный вельбот, 1 6-вёсельный и 1 4-вёсельный ял.

#### Изменение вооружения после модернизаций
После осуществления капитального ремонта эсминца в 1928—1929 годах вместо 37-мм орудия на «Незаможнике» было установлено 2-е 76-мм зенитное орудие, вместо 80 мин заграждения образца 1908 или 1912 годов, эсминец получил возможность нести до 60 мин образца 1926 года.
В ходе капитального ремонта 1935—1936 годов 7,62-мм пулемёты были заменены на 4 12,7-мм зенитных пулемёта ДШК. Летом 1941 года в ходе ремонта на полубаке «Незаможника» (побортно за носовым 102-мм орудием) были установлены 2 45-мм полуавтоматические пушки 21-КМ.
К 1943 году зенитно-артиллерийское вооружение корабля включало 2 45-мм пушки 21-КМ, 5 37-мм автоматов 70-К, размещённых на среднем мостике (1 между трубами и 4 на местах шлюпок), 2 одноствольных 20-мм
зенитных автомата «Эрликон» и 2 12,7-мм пулемёта ДШК.

## Командиры
- Ковтунович И. Д. (1925 год);
- Родионов К. К. (май 1926 по март 1928 года);
- Михальков Г. И. (1928-1930);
- Булыкин Ф. Ф. (1935 — 1936 годы);[12]
- Фадеев В. Г. (1937);
- капитан-лейтенант Годлевский Г. Ф. (1939 — 1940 годы);
- капитан-лейтенант Минаев Н. И. (22 июня — сентябрь 1941 года);
- капитан-лейтенант, капитан 3 ранга, капитан 2 ранга Бобровников П. А. (сентябрь 1941 года — 20 марта 1943 года);
- капитан 2 ранга Жиров Ф. В. (20 марта — 1 июля 1943 года);
- капитан 3 ранга Бакарджиев В. Г. (1 июля 1943 — 21 июня 1944 года);
- капитан-лейтенант Загольский Н. Г. (21 июня — 13 июля 1944 года);
- капитан-лейтенант Романов В. К. (13 июля 1944 — 9 мая 1945 года)[4].

## Упоминания в литературе
В повести Льва Кассиля «Улица младшего сына».
В «Повести о жизни» Константина Паустовского .
В книге воспоминаний Героя Советского Союза, знаменитого снайпера Великой Отечественной войны Людмилы Михайловны Павличенко. Оборона Одессы и Севастополя в 1941-1942 гг. "При хорошей погоде налеты совершала авиация как наша, так и немецкая. Корабли Черноморского флота: крейсеры "Красный Крым" и "Красный Кавказ", лидер эсминцев "Харьков", эсминцы "Железняков", "Способный" и "Незаможник" - из дальнобойных орудий регулярно вели огонь по вражеским тылам. Мы радовались, когда над нашей головой с шелестом пролетали их снаряды калибра 180 и 102 мм".
В книге воспоминаний П. В. Уварова (Уваров П. В. На ходовом мостике. — 2-е изд. — К.: Политиздат Украины, 1987. — 266 с., 6 л. ил.), служившего на эсминце во время Великой отечественной войны.